# Eccidio di Scalvaia
L'eccidio di Scalvaia è un evento storico avvenuto a Scalvaia (SI), Toscana, l'11 marzo del 1944.

## Storia
La  Brigata Garibaldi "Spartaco Lavagnini" aveva organizzato un campo di giovani renitenti alla leva sulle pendici del Monte Quoio, nel comune di Monticiano. Il gruppo aveva deciso di spostarsi nella zona di Montieri ed un Gruppo della Brigata Lavagnini avrebbe dovuto fungere da scorta.
Alcuni partigiani della "Lavagnini" intanto compiono un attentato contro l'auto del capo della provincia di Grosseto Alceo Ercolani, ma nell'azione, svoltasi sulla Statale che collega Siena a Grosseto, muore solo l'autista e rimane ferito un commerciante al quale era stato dato un passaggio.
Il Console della G.N.R. (Guardia Nazionale Repubblicana) di Grosseto, Ennio Barberini, ordina subito un rastrellamento cui partecipa anche la sezione senese della G.N.R. e alcune pattuglie dell'esercito tedesco. La reazione fascista porta a scoprire il campo di Monte Quoio che viene circondato all'alba dell'11 marzo.
Nel combattimento che segue muore il partigiano Giovanni Bovini e rimane gravemente ferito il giovane francese Robert Houdin, che morirà poi all'ospedale di Siena. Diciannove giovani partigiani si arrendono in seguito alla solita promessa di avere salva la vita. In prossimità del cimitero di Scalvaia, dove nel frattempo i prigionieri erano stati portati, si ha una divisione dei prigionieri: mentre uno decide di collaborare e viene trasferito a Grosseto per essere arruolato nella G.N.R., 8 giovani (tra questi il giovane francese) vengono trasferiti a Siena per essere processati; gli altri 10 vengono fucilati sul posto, nonostante l'intervento del parroco di Scalvaia, Antonio Sarperi.
Vicino ai corpi dei 10 giovani viene lasciato un cartello sul quale era stato scritto:"Nel luogo in cui un nostro milite ha trovato la morte per mano dei ribelli, questi traditori sono stati raggiunti dalla giustizia. La giustizia arriva sempre per uno a dieci".
Gli altri giovani furono processati dal Tribunale militare di Firenze, di questi 3 furono condannati a 24 anni di carcere, mentre 4 furono fucilati nella caserma La Marmora di Siena.

## Le vittime
- Avi Alizzardo, 20 anni
- Avi Alvaro, 22 anni
- Borri Cesare, 22 anni
- Boschi Solimano, 20 anni
- Fabbri Armando, 19 anni
- Filippini Ezio, 21 anni
- Pieri Azelio, 21 anni
- Antonucci lilioso, 21 anni
- Mari Aldo, 22 anni
- Masi Faustino, 22 anni

Fonte: